# Seiičiró Maki
Seiičiró Maki (* 7. srpna 1980) je japonský fotbalista.

## Reprezentační kariéra
Seiičiró Maki odehrál 38 reprezentačních utkání. S japonskou reprezentací se zúčastnil Mistrovství světa 2006.

## Statistiky
| Japonsko | Japonsko | Japonsko |
| Roky     | Záp.     | Góly     |
| -------- | -------- | -------- |
| 2005     | 3        | 0        |
| 2006     | 14       | 3        |
| 2007     | 9        | 4        |
| 2008     | 9        | 1        |
| 2009     | 3        | 0        |
| Celkem   | 38       | 8        |